# Nuneaton
Nuneaton es una localidad inglesa del condado de Warwickshire. Pertenece al municipio de Nuneaton y Bedworth.

## Geografía
La localidad está ubicada 14,5 km (9 millas) al norte de Coventry, 32 km (20 millas) al este de Birmingham y 166 km (103 millas) al noroeste de Londres. El río Anker corre a través de la ciudad la cual está sujeta a inundaciones durante largos períodos de fuertes lluvias. Es la ciudad más poblada del condado de Warwickshire. Nuneaton (tal como se define por la Oficina Nacional de Estadística) tenía una población de 70 721 habitantes según el censo de 2001, aunque la estimación de 2008 está más cerca de 73 000 habitantes. Sin embargo, ambas cifras excluyen la zona de Camp Hill de la ciudad, que se considera como parte de Hartshill por la Oficina Nacional de Estadística. La población total de los once barrios de Nuneaton fue 78 403 en el censo de 2001.

## Historia
La localidad es conocida por su relación con la novelista del siglo XIX George Eliot, que nació en una granja en Arbury Estate en las afueras de Nuneaton en 1819 y que vivió en la ciudad durante gran parte de sus primeras etapas de vida. En la ficción, Nuneaton es denominada "Milby" en la novela de George Eliot Escenas de la vida clerical (1858). También es la ciudad natal del cineasta Ken Loach.

## Ciudades hermanadas
El municipio de Nuneaton y Bedworth está hermanado con las siguientes ciudades:
- Roanne (Francia)
- Guadalajara (España)
- Cottbus (Alemania)